# MD Helicopters MD 500
O  Hughes 500/MD 500 é um helicóptero monomotor de pequeno porte projetado para transporte executivo, para uso em operações policiais, para uso esportivo, de passeio e de turismo, e para coberturas jornalísticas, fabricado nos Estados Unidos pela MD Helicopters, atualmente de propriedade da corporação Patriarch Partners.
O MD 500 é alimentado por um motor  turboeixo Allison 250-C20, que gira o rotor principal de cinco pás e tem capacidade para transportar com razoável conforto um piloto e três ou quatro passageiros em missões típicas dentro de metrópoles, pousando e decolando de helipontos e heliportos, e também para viagens intermunicipais.

## Características
O helicóptero compacto MD 520 Notar foi projetado com uma tecnologia de sistema antitorque disponível no mercado internacional de asas rotativas, chamada NOTAR (um acrônimo da expressão No Tail Rotor), criada, desenvolvida e patenteada pelo extinto fabricante norte-americano McDonnell Douglas e, posteriormente, comprada pela Boeing e licenciada para a MD Helicopters americana.
O sistema antitorque NOTAR dispensa o conjunto de rotor de cauda, presente na grande maioria dos helicópteros, por um conjunto formado por uma espécie de ventilador ou blower embutido no cone de cauda alargado e adaptado para permitir a circulação do fluxo de ar até sua extremidade. É equipado com um mecanismo regulador da saída de ar, gerando assim o efeito antitorque, necessário para manter e auxiliar a manobrabilidade ou estabilidade da aeronave.
O alto nível de segurança e o baixo nível de ruído interno e externo alcançados pelo MD 520 Notar se explicam justamente pela ausência do rotor de cauda, que é considerada uma peça crítica na maioria dos helicópteros disponíveis no mercado, seja para uso civil ou militar.
As vendas do MD 520 Notar foram iniciadas na década de 1990 pela divisão de helicópteros da norte-americana Mc Donnell Douglas. A venda desse fabricante americano para a Boeing, com o consequente processo de fusão, atrasou por algum tempo a continuidade do projeto, até a sua patente finalmente ser licenciada pela Boeing inicialmente para a corporação holandesa RDM Holding e, posteriormente, para a empresa de private equity Patriarch Partners.
Na década de 1980, a Mc Donnell Douglas utilizou como base o modelo de helicóptero Hughes 500 com rotor de cauda convencional, para dar origem aos modelos MD 520 Notar e MD 530 Notar, ambos da mesma família.

## Ficha técnica
MD 500 
- Motorização (potência): Allison C20R (425 shp);
- Capacidade: 1 piloto e 3 ou 4 passageiros;
- Comprimento: Aprox. 7,8 metros;
- Peso máximo decolagem: Aprox. 1.500 kg;
- Alcance: Aprox. 375 quilômetros (lotado / 75% potência / com reservas);
- Velocidade de cruzeiro: Aprox. 230 km / h;
- Teto de serviço: Aprox. 5.000 metros;

## Variantes
- 369
- 369A
- MD 500C (369H)
- MD 500M Defender (369HM)
- MD 500C (369HS)
- MD 500C (369HE)
- MD 500D (369D)
- MD 500E (369E)
- KH-500E
- NH-500E
- MD 530F (369F)
- MD 520N
- Boeing AH-6